# エリア・カザン
エリア・カザン（Elia Kazan [ˈiːljə kəˈzæn]、本名: Elias Kazanjoglou、1909年9月7日 - 2003年9月28日）は、トルコ生まれのギリシャ系アメリカ人の俳優、演出家、映画監督。
息子は映画監督で脚本家のニコラス・カザン。女優のゾーイ・カザンとマヤ・カザンは孫。

## 経歴

### 誕生からアクターズ・スタジオ創設まで
エリア・カザンはオスマン帝国の首都だったイスタンブールのギリシャ人の家庭にエリアス・カザンジョグル（ギリシア語: Ηλίας Καζαντζόγλου Elías Kazantzóglou、トルコ語: Elias Kazancıoğlu）として生まれた。両親はカイセリ出身であり、トルコ語の姓（「カザンジュの子」）を名乗っていた。1910年代にギリシャ王国がオスマン帝国と戦争したためにギリシャ人は住みづらくなったので、カザンが4歳のとき、両親はアメリカ移住し、ニューヨークで絨毯の輸入販売を手がけた。
カザンは演出家を目指し、イェール大学などで演劇を学んだ。1933年、ニューヨークの劇団「グループ・シアター」（1931年創設、1941年解散）に入団、俳優として舞台に立った。初舞台作品は、クリフォード・オデッツの『レフティを待ちつつ』（1935年）。この頃にカザンは、アメリカ共産党に短期間入党していた。
グループ・シアターは、モスクワ芸術座の演出家コンスタンチン・スタニスラフスキーの構築した演技理論「スタニスラフスキー・システム」を俳優指導法として採用していた。このことが、後の「アクターズ・スタジオ」創設、そして「メソッド」の誕生に繋がる。
1942年、ソーントン・ワイルダーの戯曲『危機一髪』（The Skin of Our Teeth）を演出する。同作はピューリッツァー賞を受賞し、カザンは演出家として頭角を現した。1944年、映画『ブルックリン横丁』を監督、ハリウッド進出の第1作となる。1947年、『紳士協定』を監督、ユダヤ人問題（de:Judenfrage）を取り上げたハリウッド最初の映画として話題を呼び、アカデミー賞で作品賞、監督賞、助演女優賞を受賞した。この成功で、エリア・カザンはハリウッド映画界において確固たる地位を築いたと言える。
同年、テネシー・ウィリアムズの戯曲『欲望という名の電車』を演出し、ニューヨークのバリモア劇場にて初演する。主演はジェシカ・タンディ、マーロン・ブランド。同作品は大成功を収め、ピューリッツァー賞、ニューヨーク劇評家サークル賞、ドナルドソン賞などの演劇賞を受賞した。
また同年にカザンは、演出家のリー・ストラスバーグなど先述のグループ・シアターの同窓生らと共に、俳優養成のための学校「アクターズ・スタジオ」を創設する。アクターズ・スタジオは、スタニスラフスキー・システムに基礎を置いた演技法「メソッド」を教授し、マーロン・ブランド、ジェームズ・ディーンなどの他、名優と評価される俳優を数多く生みだしていった。
メソッドを習得した俳優たちを用いたカザンの監督映画は、ハリウッドに新風を送り込み、映画俳優の演技法に多大な影響を与えていった。

### 赤狩りの時代
1949年、アーサー・ミラーの戯曲『セールスマンの死』を演出する。ニューヨークのモロスコ劇場で上演（初演）されたこの作品は、ピューリッツァー賞、ニューヨーク劇評家サークル賞、トニー賞などを受賞した。更に映画版の『欲望という名の電車』（1951年）でも監督を務める。主演はヴィヴィアン・リーとマーロン・ブランド。同作品は大ヒットし、アカデミー賞の4部門で受賞した。
当時米国は、旧ソビエト連邦との冷戦の時代を迎えていた。芸術家や文化人が公然と糾弾され、時にその職が奪われるような事態がまかり通っていた。共産主義者の疑いのある者を糾弾する「赤狩り」の先鋒、下院非米活動委員会によって、数多くの芸術家が非難の対象となり、創作活動の中断を余儀なくされた。米国の演劇界やハリウッドの映画界もその嵐に巻き込まれていた。
1952年、アメリカ下院非米活動委員会によって、元共産党員であるカザンも共産主義者の嫌疑がかけられた。カザンはこれを否定するために司法取引し、共産主義思想の疑いのある者として友人の劇作家・演出家・映画監督・俳優ら11人の名前を同委員会に表した。その中には劇作家・脚本家のリリアン・ヘルマン、小説家のダシール・ハメットなどの名もあった。以降もカザンは、演劇界・映画界において精力的に活動を続けることができ、名作と呼ばれる作品の誕生に数多く関わっていくが、この告発行為は、後のカザンの経歴およびその作風に暗い影を落とすこととなった。
同年には監督した『革命児サパタ』が公開。主演はマーロン・ブランド。カザンはこの映画のなかに、共産主義に対する批判のメッセージを込めたと言われている。

### その後の活動
1954年に公開された監督作『波止場』は、アカデミー賞において作品賞を含む8部門を受賞。1955年公開の監督作『エデンの東』は、アクターズ・スタジオ出身の俳優ジェームズ・ディーンの出世作となる。同年、テネシー・ウィリアムズの戯曲『熱いトタン屋根の猫』を演出し、ニューヨークのモロスコ劇場で上演（初演）する。同作品はピューリッツァ賞を受賞した。
1962年に小説『アメリカ、アメリカ』を執筆、翌1963年にはこの小説を映画化し、自ら脚本と監督を務めた。1976年にF・スコット・フィッツジェラルドの未完小説を映画化した『ラスト・タイクーン』を監督して以降、一線を退いた。

1988年、自叙伝を出版した。

### 晩年 - アカデミー賞名誉賞の授与
1998年、長年の映画界に対する功労に対してアカデミー賞「名誉賞」を与えられたが、赤狩り時代の行動を批判する一部の映画人からはブーイングを浴びた（賞のプレゼンターはマーティン・スコセッシとロバート・デ・ニーロ）。リチャード・ドレイファスは事前に授与反対の声明を出し、ニック・ノルティ、エド・ハリス、イアン・マッケランらは受賞の瞬間も硬い表情で腕組みして座ったまま、無言の抗議を行なった。スティーヴン・スピルバーグ、ジム・キャリーらは拍手はしたが、起立しなかった。起立して拍手したのはウォーレン・ビーティやヘレン・ハント、メリル・ストリープ、キャシー・ベイツ、カート・ラッセルらだった。通常は名誉賞が授けられる人物には、全員でのスタンディングオベーションが慣例のため、会場内は異様な空気に包まれた。また、会場の外では授与支持派と反対派の双方がデモを行なった。反対派のデモ隊の中には、かつて赤狩りで追放歴のある脚本家のエイブラハム・ポロンスキーもいた。
問題の過去にも触れた自伝は、『エリア・カザン自伝』の題名で日本語訳もされている。カザンは『代役』、『アメリカの幻想』など小説も何冊か書いて、一部日本語訳が刊行されている。

## 主な作品
- 栄光の都（英語版） City for Conquest（1940） 出演
- ブルックリン横丁 A Tree Grows in Brooklin（1945） 監督
- 大草原 The Sea of Grass（1947） 監督
- 紳士協定 Gentleman's Agreement（1947） 監督
- 影なき殺人 Boomerang!（1947） 監督
- ピンキー Pinky（1949） 監督、日本劇場未公開作品
- 暗黒の恐怖 Panic in The Streets（1950） 監督
- 欲望という名の電車 A Streetcar Named Desire（1951） 監督
- 革命児サパタ Viva Zapata!（1952） 監督
- 綱渡りの男 Man on A Tightrope（1953） 監督
- 波止場 On The Waterfront（1954） 監督
- エデンの東 East of Eden（1955） 監督・製作
- ベビイ・ドール Baby doll（1956） 監督
- 群衆の中の一つの顔 A Face in the Crowd（1956） 監督・製作
- 荒れ狂う河 Wild River（1960） 監督・製作
- 草原の輝き Splendor in the Grass（1961） 監督・製作
- アメリカ アメリカ America. America（1963） 監督・脚本・製作
- アレンジメント/愛の旋律 The Arrangement（1969） 監督・脚本・原作・製作
- 突然の訪問者 The Visitors（1972） 監督
- ラスト・タイクーン The Last Tycoon（1976） 監督

## 受賞歴
※本来はプロデューサーが受取人である作品賞の受賞・ノミネートも含む。
| 賞                                   | 年     | 部門                       | 作品                          | 結果       | 参照   |
| ------------------------------------ | ------ | -------------------------- | ----------------------------- | ---------- | ------ |
| アカデミー賞                         | 1947年 | 作品賞                     | 『紳士協定』                  | 受賞       | [ 2 ]  |
| アカデミー賞                         | 1947年 | 監督賞                     | 『紳士協定』                  | 受賞       | [ 2 ]  |
| アカデミー賞                         | 1951年 | 作品賞                     | 『欲望という名の電車』        | ノミネート | [ 3 ]  |
| アカデミー賞                         | 1951年 | 監督賞                     | 『欲望という名の電車』        | ノミネート | [ 3 ]  |
| アカデミー賞                         | 1954年 | 作品賞                     | 『波止場』                    | 受賞       | [ 4 ]  |
| アカデミー賞                         | 1954年 | 監督賞                     | 『波止場』                    | 受賞       | [ 4 ]  |
| アカデミー賞                         | 1955年 | 監督賞                     | 『エデンの東』                | ノミネート | [ 5 ]  |
| アカデミー賞                         | 1963年 | 作品賞                     | 『アメリカ アメリカ』         | ノミネート | [ 6 ]  |
| アカデミー賞                         | 1963年 | 監督賞                     | 『アメリカ アメリカ』         | ノミネート | [ 6 ]  |
| アカデミー賞                         | 1963年 | 脚本賞                     | 『アメリカ アメリカ』         | ノミネート | [ 6 ]  |
| アカデミー賞                         | 1998年 | 名誉賞                     | -                             | 受賞       | [ 1 ]  |
| ゴールデングローブ賞                 | 1947年 | 作品賞                     | 『紳士協定』                  | 受賞       | [ 7 ]  |
| ゴールデングローブ賞                 | 1947年 | 監督賞                     | 『紳士協定』                  | 受賞       | [ 7 ]  |
| ゴールデングローブ賞                 | 1951年 | 作品賞 (ドラマ部門)        | 『欲望という名の電車』        | ノミネート |        |
| ゴールデングローブ賞                 | 1954年 | 作品賞 (ドラマ部門)        | 『波止場』                    | 受賞       | [ 8 ]  |
| ゴールデングローブ賞                 | 1954年 | 監督賞                     | 『波止場』                    | 受賞       | [ 8 ]  |
| ゴールデングローブ賞                 | 1955年 | 作品賞 (ドラマ部門)        | 『エデンの東』                | 受賞       |        |
| ゴールデングローブ賞                 | 1956年 | 監督賞                     | 『ベビイ・ドール』            | 受賞       | [ 9 ]  |
| ゴールデングローブ賞                 | 1963年 | 作品賞 (ドラマ部門)        | 『アメリカ アメリカ』         | ノミネート | [ 10 ] |
| ゴールデングローブ賞                 | 1963年 | 監督賞                     | 『アメリカ アメリカ』         | 受賞       | [ 10 ] |
| ニューヨーク映画批評家協会賞         | 1947年 | 作品賞                     | 『紳士協定』                  | 受賞       |        |
| ニューヨーク映画批評家協会賞         | 1947年 | 監督賞                     | 『紳士協定』 『影なき殺人』   | 受賞       |        |
| ニューヨーク映画批評家協会賞         | 1951年 | 作品賞                     | 『欲望という名の電車』        | 受賞       |        |
| ニューヨーク映画批評家協会賞         | 1951年 | 監督賞                     | 『欲望という名の電車』        | 受賞       |        |
| ニューヨーク映画批評家協会賞         | 1954年 | 作品賞                     | 『波止場』                    | 受賞       |        |
| ニューヨーク映画批評家協会賞         | 1954年 | 監督賞                     | 『波止場』                    | 受賞       |        |
| ナショナル・ボード・オブ・レビュー賞 | 1947年 | 作品賞                     | 『紳士協定』 『影なき殺人者』 | 受賞       |        |
| ナショナル・ボード・オブ・レビュー賞 | 1954年 | 監督賞                     | 『波止場』                    | 受賞       |        |
| ナショナル・ボード・オブ・レビュー賞 | 1996年 | 特別賞                     | -                             | 受賞       |        |
| ヴェネツィア国際映画祭               | 1950年 | 国際賞                     | 『暗黒の恐怖』                | 受賞       |        |
| ヴェネツィア国際映画祭               | 1951年 | 審査員特別賞               | 『欲望という名の電車』        | 受賞       |        |
| ヴェネツィア国際映画祭               | 1954年 | 銀獅子賞                   | 『波止場』                    | 受賞       |        |
| ヴェネツィア国際映画祭               | 1954年 | 国際カトリック映画事務局賞 | 『波止場』                    | 受賞       |        |
| 全米監督協会賞                       | 1951年 | 長編映画監督賞             | 『欲望という名の電車』        | ノミネート | [ 11 ] |
| 全米監督協会賞                       | 1952年 | 長編映画監督賞             | 『革命児サパタ』              | ノミネート | [ 12 ] |
| 全米監督協会賞                       | 1954年 | 長編映画監督賞             | 『波止場』                    | 受賞       | [ 13 ] |
| 全米監督協会賞                       | 1955年 | 長編映画監督賞             | 『エデンの東』                | ノミネート | [ 14 ] |
| 全米監督協会賞                       | 1957年 | 長編映画監督賞             | 『群衆の中の一つの顔』        | ノミネート | [ 15 ] |
| 全米監督協会賞                       | 1961年 | 長編映画監督賞             | 『草原の輝き』                | ノミネート | [ 16 ] |
| 全米監督協会賞                       | 1963年 | 長編映画監督賞             | 『アメリカ アメリカ』         | ノミネート | [ 17 ] |
| 全米監督協会賞                       | 1983年 | DGA名誉終身会員賞          | -                             | 受賞       |        |
| 全米監督協会賞                       | 1987年 | D・W・グリフィス賞         | -                             | 受賞       |        |
| 英国アカデミー賞                     | 1952年 | 総合作品賞                 | 『欲望という名の電車』        | ノミネート |        |
| 英国アカデミー賞                     | 1952年 | 総合作品賞                 | 『革命児サパタ』              | ノミネート |        |
| 英国アカデミー賞                     | 1954年 | 総合作品賞                 | 『波止場』                    | ノミネート |        |
| 英国アカデミー賞                     | 1955年 | 総合作品賞                 | 『エデンの東』                | ノミネート |        |
| 英国アカデミー賞                     | 1956年 | 総合作品賞                 | 『ベビイ・ドール』            | ノミネート |        |
| ベルリン国際映画祭                   | 1953年 | ベルリン上院特別賞         | 『綱渡りの男』                | 受賞       |        |
| ベルリン国際映画祭                   | 1996年 | 金熊名誉賞                 | -                             | 受賞       |        |
| カンヌ国際映画祭                     | 1955年 | 劇的映画賞                 | 『エデンの東』                | 受賞       |        |
| ボディル賞                           | 1955年 | アメリカ映画賞             | 『波止場』                    | 受賞       |        |
| ボディル賞                           | 1958年 | アメリカ映画賞             | 『エデンの東』                | 受賞       |        |
| キネマ旬報ベスト・テン               | 1955年 | 外国映画ベスト・テン       | 『エデンの東』                | 1位        |        |
| キネマ旬報ベスト・テン               | 1955年 | 外国映画監督賞             | 『エデンの東』                | 受賞       |        |
| ブルーリボン賞                       | 1955年 | 外国作品賞                 | 『エデンの東』                | 受賞       |        |
| スペイン映画批評家協会賞             | 1958年 | 外国監督賞                 | 『エデンの東』                | 受賞       |        |
| サン・セバスティアン国際映画祭       | 1964年 | 最優秀映画賞               | 『アメリカ アメリカ』         | 受賞       |        |
| ストックホルム国際映画祭             | 1997年 | 生涯功労賞                 | -                             | 受賞       |        |

## 日本語訳された著書
- 『エリア・カザン自伝』 佐々田英則・村川英訳　朝日新聞社（上下） 1999年
- 『アメリカの幻想』 村上博基訳　早川書房 1968年／ハヤカワ文庫（上下） 1978年
- 『代役』 村上博基訳 早川書房 1977年
- 『暗殺者』 村上博基訳 早川書房 1974年